# دانييل شتاينر
دانييل شتاينر (بالألمانية: Daniel Steiner)‏ (و. 1973 – م) هو ممثل، ومخرج سينمائي، من النمسا.

## التعليم
تعلم في جامعة ليدز.

## وصلات خارجية
- دانييل شتاينر على موقع IMDb (الإنجليزية)
- دانييل شتاينر على موقع ألو سيني (الفرنسية)
- دانييل شتاينر على موقع أول موفي (الإنجليزية)
- دانييل شتاينر على موقع قاعدة بيانات الفيلم (الإنجليزية)
- دانييل شتاينر على موقع كينوبويسك (الروسية)